# Heterophragma

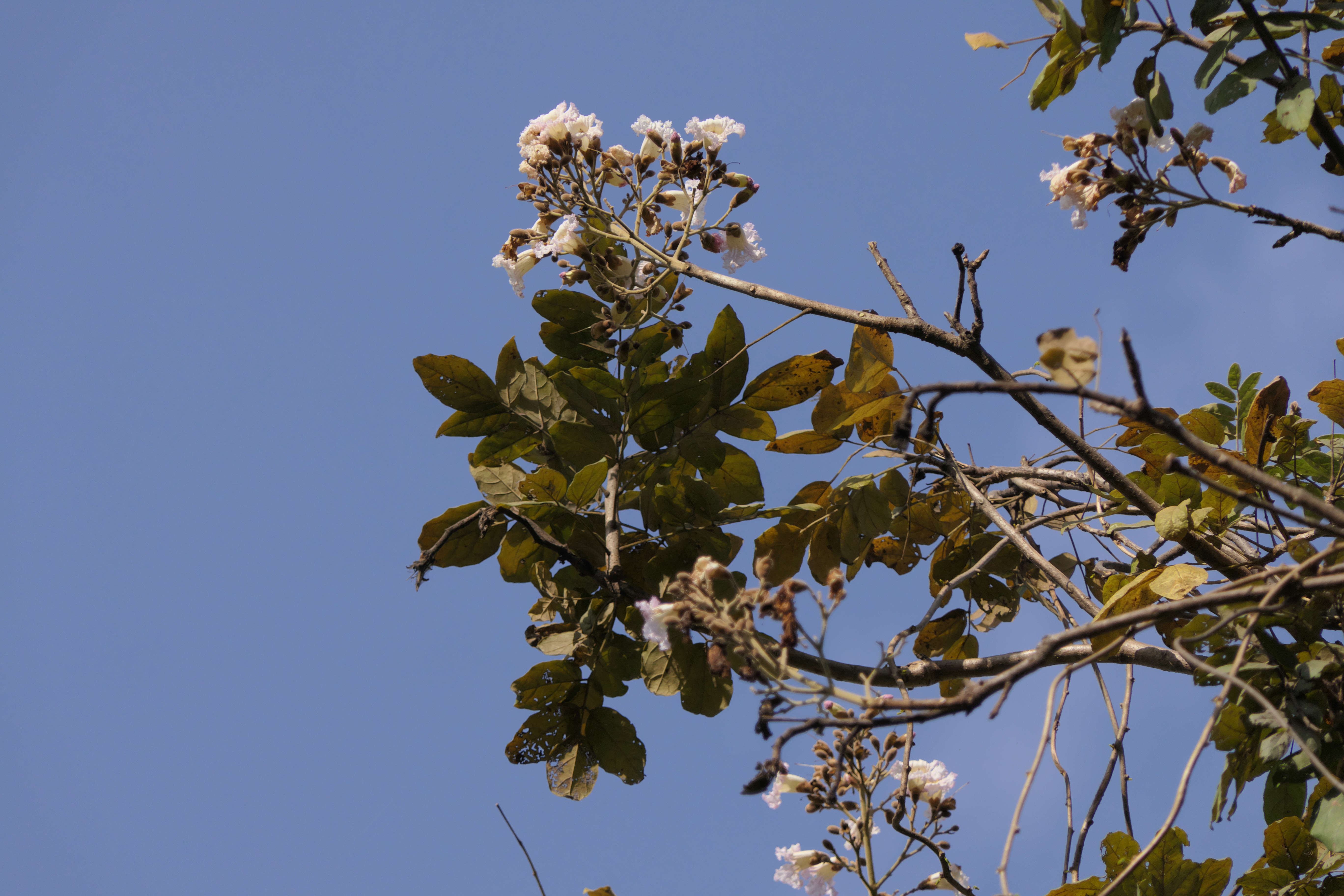
Heterophragma quadriloculare mit Blüten

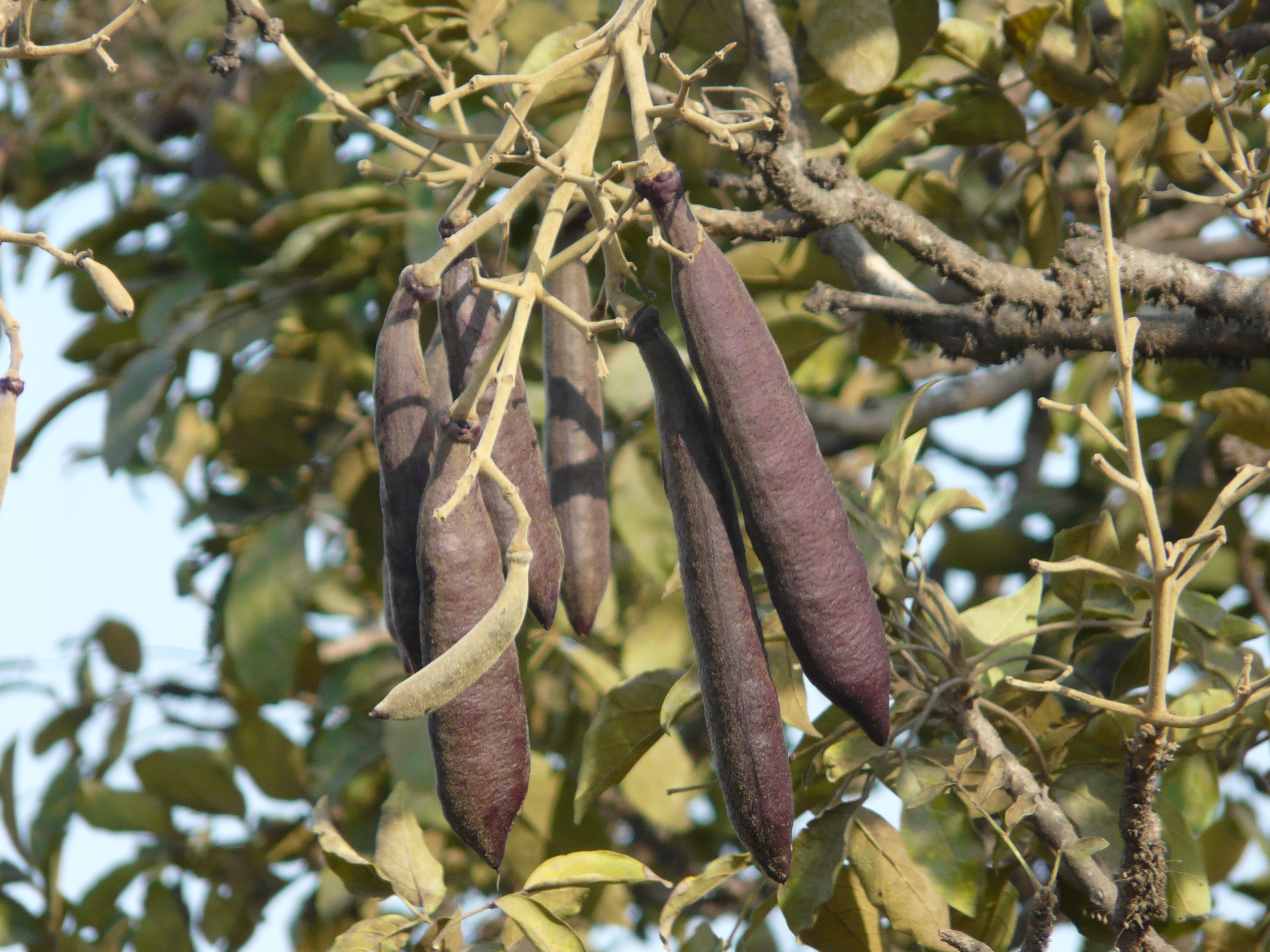
Heterophragma quadriloculare, Früchte

Heterophragma ist eine Pflanzengattung, die zur Familie der Trompetenbaumgewächse (Bignoniaceae) gehört. Die beiden ihr zugehörigen Arten sind in Indien und Südostasien beheimatet.

## Beschreibung
Heterophragma-Arten sind Bäume mit behaarten Stämmen. Die Laubblätter stehen wirtelig und sind mit drei oder vier Paaren Fiederblätter unpaarig gefiedert. Die Blattoberseite ist mit anliegenden, sternförmigen Trichomen behaart.
Die Blütenstände sind endständig stehende Thyrsen, die filzig behaart sind. Der Kelch ist röhrenförmig und unregelmäßig gelappt. Die Krone ist ebenfalls röhrenförmig, gerade, cremeweiß bis blassgelb und mit nahezu gleich langen Kronlappen besetzt. Die vier Staubblätter ragen nicht über die Krone hinaus, die Staubbeutel sind unbehaart und bestehen aus geraden Theken. Neben den Staubblättern wird ein einzelnes Staminodium ausgebildet. Der Fruchtknoten ist elliptisch, unbehaart und enthält viele Samenanlagen je Fruchtknotenkammer.
Die Früchte sind nahezu zylindrische Kapseln mit holzigen Klappen. Der Kelch ist an der Frucht nicht beständig. Die Samen sind breit und durchscheinend beflügelt.

## Verbreitung
Die beiden Arten der Gattung Heterophragma kommen in Indien und Südostasien vor.

## Systematik
Innerhalb der Gattung werden zwei Arten unterschieden:
- Heterophragma quadriloculare (Roxb.) K.Schum.: Sie kommt in Indien und Bangladesch vor.[1]
- Heterophragma sulfureum Kurz: Sie kommt in Myanmar, in Thailand, Laos und Kambodscha vor.[1]